# Bickleton (Waszyngton)
Bickleton – jednostka osadnicza w Stanach Zjednoczonych, w stanie Waszyngton, w hrabstwie Klickitat.